# Mati Prennushi
Mati Prennushi OFM właśc. Pal (Paulin) Prennushi (ur. 2 października 1881 w Szkodrze, zm. 11 marca 1948 w Szkodrze) – albański duchowny katolicki, więzień sumienia, błogosławiony Kościoła katolickiego.

## Życiorys
Był synem Nikolli i Drandy z d. Kraja. Odbył studia z zakresu filozofii i teologii w Caldaro i w Grazu. W sierpniu 1896 rozpoczął nowicjat w klasztorze franciszkanów w Austrii. Tam też w październiku 1900 złożył śluby wieczyste. W dniu 25 marca 1904 został wyświęcony na kapłana w katedrze szkoderskiej. Po święceniach został proboszczem parafii Tuzi (Czarnogóra), skąd w 1907 przeniesiony do wsi Kastrati, a w 1919 do czarnogórskiej parafii Traboin. W latach 1921–1926 pełnił funkcję gwardiana w klasztorze Suhadol w Szkodrze. Od 1926 proboszcz parafii Laç w północnej Albanii, dwa lata później przeniesiony do Iballë. W roku 1941 zakładał parafię franciszkańską w Tiranie, którą kierował do roku 1943. W 1943 przeniósł się do Szkodry, gdzie zastępował prowincjała Antona Harapiego, który zaangażował się w działalność polityczną. W tym czasie był odpowiedzialny za kontakty Kościoła z dowództwem armii niemieckiej. 17 czerwca 1944 otrzymał godność prowincjała franciszkańskiego w Albanii. Po zabójstwie jednego z duchownych, zaangażowanego w działalność antykomunistyczną Prennushi wystosował list do wszystkich proboszczów działających na terytorium Albanii, aby unikali zaangażowania w politykę.
Aresztowany w Szkodrze 15 listopada 1946, w ramach akcji represyjnej po stłumieniu powstania postrybskiego. Cztery dni później w gazecie Koha e Re ukazał się artykuł informujący o "odkryciu" arsenału broni rzekomo przechowywanej w klasztorze Franciszkanów, w tym broni długiej i granatów. Oskarżony o prowadzenie działalności antypaństwowej Prennushi w dniu 8 stycznia 1948 został skazany przez Sąd Okręgowy w Szkodrze na karę śmierci. Stracony przez rozstrzelanie pod murem cmentarza katolickiego Rrmajt w Szkodrze 11 marca 1948 i pochowany w nieznanym miejscu.
Prennushi znalazł się w gronie 38 Albańczyków, którzy 5 listopada 2016 w Szkodrze zostali ogłoszeni błogosławionymi. Beatyfikacja duchownych, którzy zginęli "in odium fidei" została zaaprobowana przez papieża Franciszka 26 kwietnia 2016.